# Tampereen Ilves
Tampereen Ilves (kurz Ilves; finnisch für Luchs) ist ein Sportclub aus Tampere, Finnland und wurde im Jahr 1931 gegründet. Vertreten sind im Verein die Sportarten Eishockey, Fußball, Futsal, Unihockey und Ringette.

## Eishockey

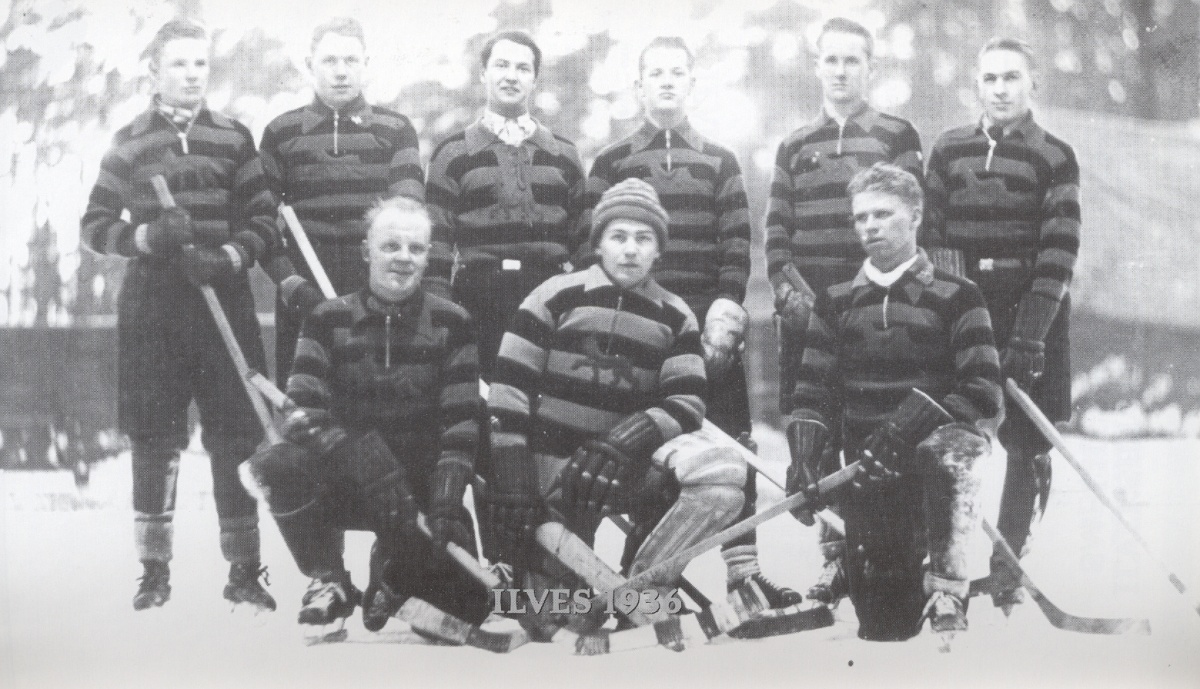
Meisterkader von Ilves Tampere (1936)

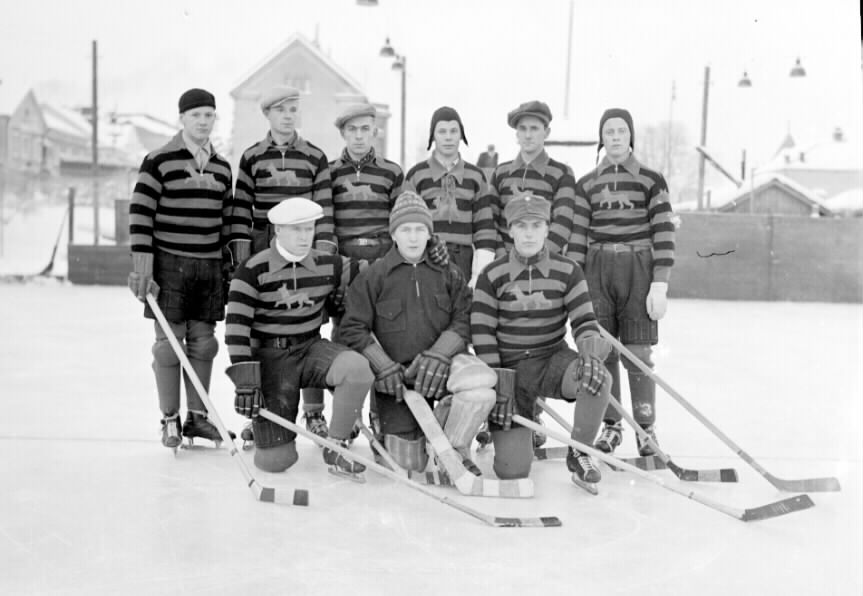
Eishockeymannschaft von Ilves 1938

Die Eishockeymannschaft von Tampereen Ilves spielt in der Liiga. Ilves war über 70 Jahre lang die erfolgreichste Eishockeymannschaft Finnlands. Mit der Meisterschaft 1945 wurde Ilves zum alleinigen finnischen Rekordmeister (zuvor gleichauf mit HJK und KIF), bis Ilves 2016 vom Lokalrivalen Tappara eingeholt und im folgenden Jahr überholt wurde. Die Heimspiele wurden von 1965 bis 2021 in Finnlands ältester Eishalle, der Hakametsä, ausgetragen. Seit 2021 spielt Ilves in der neuen Nokia-areena.
Zwei der berühmtesten ehemaligen Spieler des Teams sind Raimo Helminen und Lasse Oksanen. Ilves ist auch für seine große Jugendorganisation bekannt. Ilves bringt viele gute Torhüter und Angreifer hervor.
Das Frauenteam des Vereins gewann den IIHF European Women Champions Cup 2010/11.

### Erfolge
- 16 × Finnischer Meister der Männer (1936, 1937, 1938, 1945, 1946, 1947, 1950, 1951, 1952, 1957, 1958, 1960, 1962, 1966, 1972, 1985)
- 10 × Finnischer Meister der Frauen (1985, 1986, 1987, 1988, 1990, 1991, 1992, 1993, 2006, 2010)
- 9 × Finnischer Vizemeister der Männer (1935, 1948, 1949, 1965, 1968, 1969, 1970, 1990, 1998)
- 15 × Bronze (1934, 1939, 1941, 1943, 1963, 1964, 1967, 1974, 1975, 1983, 1989, 2001, 2022, 2023, 2025)
- Europapokal: Finalist 1967
- IIHF European Women Champions Cup: Europapokalsieger der Frauen 2011

### Trainer
- 1931–1937 Niilo Tammisalo
- 1937–1946 Risto Lindroos
- 1952–1961 Aarne Honkavaara
- 1946–1949 Henry Kvist
- 1949–1953 Risto Lindroos
- 1961–1964 Seppo Helle
- 1964–1965 Rauli Virtanen
- 1965–1966 Erkki Koiso
- 1967–1968 Aarne Honkavaara
- 1968–1971 Raimo Vasama
- 1971 Juhani Ruusunen
- Okt. 1971–Dez. 1972 Len Lunde
- Dez. 1972–1975 Raimo Vasama
- 1974–1975 Matti Reunamäki
- 1974–1976 Esko Mäkinen
- 1976–1980 Juhani Ruusunen
- 1980–1982 Raimo Määttänen
- 1982–1987 Seppo Hiitelä
- 1986–1987 Matti Kaario
- 1987–1990 Sakari Pietilä
- 1990–1991 Matti Kaario
- 1991–1993 Anatoli Bogdanow
- 1992–1995 Jukka Jalonen
- 1994–1995 Heikki Vesala
- 1995–1999 Wladimir Jursinow
- 1999–2001 Heikki Mälkiä
- 2001–2003 Ari-Pekka Selin
- 2002–2003 Teijo Räsänen
- 2003–2005 Václav Sýkora
- 2004–2005 Curt Lindström
- 2005 Kari Eloranta
- 2006 Petteri Hirvonen
- 2006–2009 Sakari Pietilä
- 2009–2010 Heikki Mälkiä
- Mär. 2010–2011 Juha Pajuoja
- 2011 – 2012 Seppo Hiitelä
- 2012 – 2013 Raimo Helminen
- 2013 – Jan. 2016 Tuomas Tuokkola
- Jan. – Mär. 2016 Kari Heikkilä
- 2017 – Sep. 2020 Kari Kivi
- Okt. 2020 – Okt. 2022 Jouko Myrrä
- Okt. 2022 – Mär. 2024 Antti Pennanen
- Mai 2024 – Tommi Niemelä

### Berühmte Spieler
- Aarne Honkavaara
- Jarmo Wasama
- Lasse Oksanen
- Jukka Tammi
- Raimo Helminen
- Roope Hintz
- Ville Sirén
- Raimo Summanen
- Risto Jalo
- Tuukka Rask
- Mikko Mäkelä
- Mika Nieminen
- Jyrki Lumme
- Pasi Huura
- Vesa Viitakoski
- Vesa Toskala
- Raimo Kilpiö
- Jarmo Kekäläinen
- Joonas Korpisalo
- Patrik Štefan

### Nicht mehr zu vergebende Trikotnummern

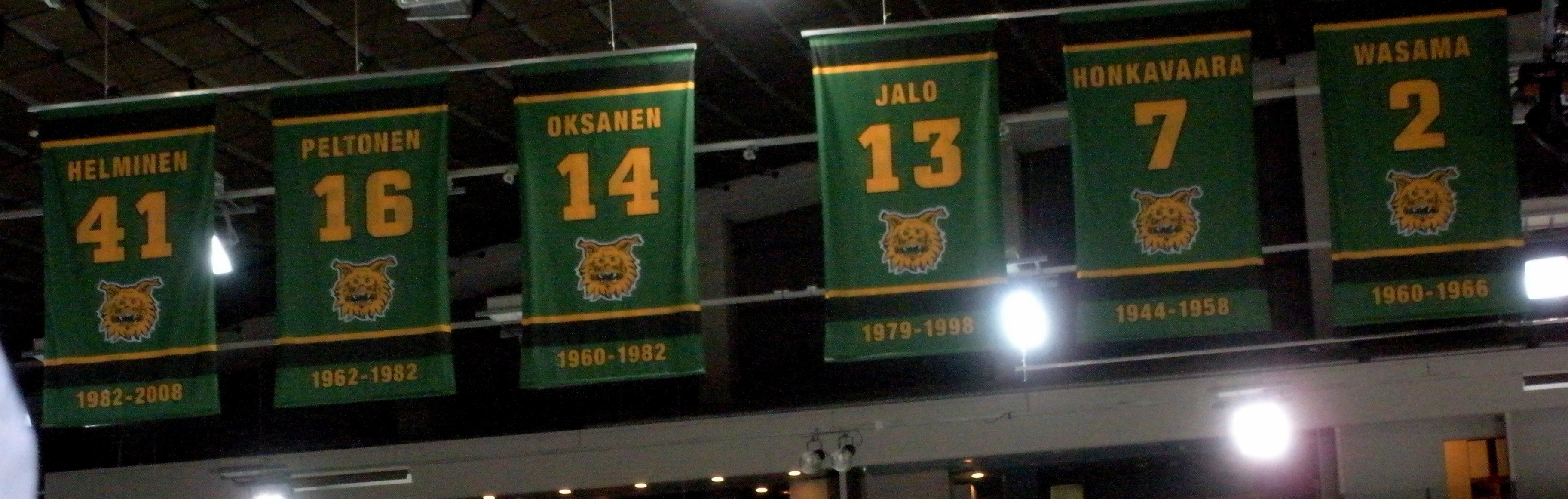
Nicht mehr zu vergebende Trikotnummern

| Name             | #  | Position    | Zeit beim Verein              |
| ---------------- | -- | ----------- | ----------------------------- |
| Jarmo Wasama     | 2  | Verteidiger | 1960–1966                     |
| Aarne Honkavaara | 7  | Stürmer     | 1943–1958                     |
| Risto Jalo       | 13 | Stürmer     | 1980–1990 1991–1992 1993–1994 |
| Lasse Oksanen    | 14 | Stürmer     | 1960–1975 1977–1979 1980–1982 |
| Jorma Peltonen   | 16 | Stürmer     | 1962–1975                     |
| Veikko Suominen  | 24 | Stürmer     | 1971–1979                     |
| Raimo Helminen   | 41 | Stürmer     | 1982–1985 1987–1988 1996–2008 |

## Fußball
Erst nach der Fusion des Stammvereins Ilves-Kissat Tampere mit Tampellan Palloilijat im Jahr 1975 stellten sich nennenswerte Erfolge der Fußballabteilung ein. 1983 gewann Ilves die finnische Meisterschaft. Eine geplante Fusion mit Tampereen Pallo-Veikot im Jahr 1998 scheiterte, doch das Männerteam trat der Neugründung Tampere United bei. Ilves nahm in den Folgejahren wieder mit einer eigenen Mannschaft am Spielbetrieb teil und spielt aktuell in der Veikkausliiga, der höchsten Spielklasse Finnlands.

### Europapokalbilanz
| Saison  | Wettbewerb                    | Runde                  | Gegner              | Gesamt            | Hin           | Rück          |
| ------- | ----------------------------- | ---------------------- | ------------------- | ----------------- | ------------- | ------------- |
| 1970/71 | Messestädte-Pokal             | 1. Runde               | SK Sturm Graz       | 4:5               | 4:2 (H)       | 0:3 (A)       |
| 1980/81 | Europapokal der Pokalsieger   | 1. Runde               | Feyenoord Rotterdam | 3:7               | 1:3 (H)       | 2:4 (A)       |
| 1984/85 | Europapokal der Landesmeister | 1. Runde               | Juventus Turin      | 1:6               | 0:4 (H)       | 1:2 (A)       |
| 1986/87 | UEFA-Pokal                    | 1. Runde               | Glasgow Rangers     | 2:4               | 0:4 (A)       | 2:0 (H)       |
| 1991/92 | Europapokal der Pokalsieger   | 1. Runde               | Glenavon FC         | 4:4               | 2:3 (A)       | 2:1 (H)       |
| 1991/92 | Europapokal der Pokalsieger   | 2. Runde               | AS Rom              | 3:6               | 1:1 (H)       | 2:5 (A)       |
| 2018/19 | UEFA Europa League            | 1. Qualifikationsrunde | Slawia Sofia        | 1:3               | 0:1 (H)       | 1:2 (A)       |
| 2020/21 | UEFA Europa League            | 1. Qualifikationsrunde | Shamrock Rovers     | 2:2 (11:12 i. E.) | 2:2 n. V. (A) | 2:2 n. V. (A) |
| 2024/25 | UEFA Conference League        | 2. Qualifikationsrunde | FK Austria Wien     | 5:5 (5:4 i. E.)   | 2:1 (H)       | 3:4 n. V. (A) |
| 2024/25 | UEFA Conference League        | 3. Qualifikationsrunde | Djurgårdens IF      | 2:4               | 1:1 (H)       | 1:3 (A)       |
| 2025/26 | UEFA Europa League            | 1. Qualifikationsrunde | Schachtar Donezk    | 0:6               | 0:6 (A)       | 0:0 (H)       |
| 2025/26 | UEFA Conference League        | 2. Qualifikationsrunde | AZ Alkmaar          | 4:8               | 4:3 (H)       | 0:5 (A)       |

Gesamtbilanz: 23 Spiele, 5 Siege, 4 Unentschieden, 14 Niederlagen, 31:60 Tore (Tordifferenz −29)

### Kader 2025
Stand: 6. März 2025
| Nr. |           | Position | Name                |
| --- | --------- | -------- | ------------------- |
| 1   | Finnland  | TW       | Ortso Virtanen      |
| 3   | Finnland  | AB       | Matias Rale         |
| 4   | Brasilien | AB       | David Oliveira      |
| 5   | Finnland  | AB       | Sauli Väisänen      |
| 7   | Finnland  | MF       | Joona Veteli        |
| 8   | Finnland  | ST       | Maksim Stjopin      |
| 9   | Finnland  | ST       | Teemu Hytönen       |
| 10  | Finnland  | ST       | Roope Riski         |
| 13  | Finnland  | AB       | Kalle Wallius       |
| 14  | Finnland  | MF       | Anton Popovitch     |
| 15  | Finnland  | MF       | Lauri Ala-Myllymäki |

| Nr. |                         | Position | Name             |
| --- | ----------------------- | -------- | ---------------- |
| 16  | Finnland                | AB       | Tatu Miettunen   |
| 17  | Finnland                | MF       | Marius Söderbäck |
| 18  | Finnland                | ST       | Vincent Ulundu   |
| 19  | Finnland                | ST       | Oiva Jukkola     |
| 20  | Finnland                | MF       | Otto Tiitinen    |
| 22  | Finnland                | AB       | Aapo Mäenpää     |
| 23  | Finnland                | MF       | Noel Hasa        |
| 27  | Nigeria                 | ST       | Adeleke Akinyemi |
| 32  | Finnland                | TW       | Lucas Väyrynen   |
| 42  | Finnland                | AB       | Felipe Aspegren  |
|     | Bosnien und Herzegowina | TW       | Faris Krkalić    |

### Erfolge
- Finnischer Meister: 1983
- Finnischer Fußballpokal: 1979, 1990, 2019, 2023
  - Finalist: 1976, 1977

### Bekannte Trainer
- Keith Armstrong (2015)
- Jarkko Wiss (2016–2021)
- Toni Kallio (2021–2023)